# Ganga masqué
Pterocles personatus
Espèce
Statut de conservation UICN

 LC  : Préoccupation mineure
Le Ganga masqué (Pterocles personatus) est une espèce d'oiseaux de la famille des Pteroclidae.

## Répartition
Cette espèce est endémique de Madagascar.